# Babaçuê
Babaçuê foi um culto religioso afro-ameríndio popular do Norte e Nordeste do Brasil em especial nos estados do Amazonas e do Pará.
Também foi chamado de Batuque-de-Santa-Bárbara, Batuque-de-Mina, foi considerado como uma das Religiões afro-brasileiras por ser um tipo de candomblé mestiço, foi também chamado de Jeje-Nagô, onde eram cultuados tanto Orixás como voduns. 
Como Batuque de Santa Bárbara, cultuava os orixás nagôs Iansã e Xangô, a primeira protegendo as mulheres e o segundo, os homens. E na versão Batuque-de-Mina, cultuava os Voduns.

## Descrição
O babaçuê foi uma religião presente no estado especialmente no Pará, mas também no Amazonas e no Maranhão. De tradição jeje-nagô, possuia fortes elementos indígenas. Está intimamente ligada ao tambor de Mina e ao terecô do Maranhão. "Babaçuê" possivelmente foi uma corruptela de "Bárbara Soeira", nome pelo qual o terecô maranhense também é conhecido. 
No início do século XX, pesquisadores de visibilidade nacional davam notícias vagas sobre um tipo de culto na Amazônia denominado "batuque" ou "babaçuê", que teria se curvado às tradições ameríndias, ou seja, à pajelança (CAMPELO, Marilu; DE LUCA, Taíssa; apud Carneiro, 1964).
As danças rituais constituiam a parte mais externa e pública do culto. Através das danças, toques e cânticos, as entidades eram homenageadas, invocadas e se apossavam dos iniciados e assim participavam dos ritos. Os cânticos do babaçuê recebiam o nome genérico de doutrina.
Como o tambor de Mina e o terecô, o babaçuê se baseava na tradição jeje (fom) de culto aos voduns. Porém, também era realizado o culto aos Orixás (tradição nagô), em especial Iansã (orixá dos ventos e protetora das mulheres, sincretizada com Santa Bárbara) e Xangô (orixá dos raios e da justiça, protetor dos homens, sincretizado como São Jeronimô). Além de voduns e orixás, cultuavam-se os "caboclos" ou "encantados", ou seja, os espíritos dos ancestrais indígenas. Narra Carneiro (2014):
[...] Alvarenga inicia seus registros sobre babaçuê ou pajelança em Belém, tomando como base o pajé Sátiro Ferreira de Barros, ele 'tinha 43 anos. Nascido em Belém do Pará, no ano de 1895, era negro e filho de João Batista de Oliveira e Maria Teodora de Barros, ambos paraenses da capital. Disse que não trabalhava, vivia do babaçuê e que era chefe do terreiro Babau Mataitá.— ALVARENGA, 1950, p.21.
Segundo o relato de Alvarenga (1950), Sátiro afirmava que em Belém existiam três linhas de culto africanas: a cabinda, trazidas pelos primeiros que chegaram à cidade; a nagô, que veio depois; e a jeje que chamava o batuque pelo nome de "tambô di mina" (p. 22). A autora segue durante toda a sua obra descrevendo atividades realizadas por Sátiro em sua casa, e chama atenção em seu texto para o fato de que na pajelança de Sátiro, o pajé negro, não haver uso ou referência à pena e ao maracá. Ela procura destacar que, mesmo invocando espíritos como o de Japetequara (um velho índio que mora nos matos da Ilha do Marajó), Sátiro cultua os voduns jeje, "entidades trazidas pelos escravos africanos do antigo Reino do Daomé".
Esse registro das atividades de Sátiro nos permite perceber que as práticas de pajelança no Pará apresentavam um outro elemento marcante, além da hegemonia da figura do índio pajé e do caboclo pajé, há o negro pajé que introduz na configuração da pajelança amazônica elementos africanos. Alvarenga (1950) parece querer estabelecer que a pajelança amazônica seria o resultado da amalgamação de religiões de origem africana e de cultos praticados pelos índios da região. A pajelança, chamada de babaçuê por Sátiro, seria o exemplo concreto de uma religião primitivamente brasileira: o babaçuê. Nessa prática se teria a base de todas as crenças brasileiras, construída com a predominância de elementos negros e índios".
Não confundir Cabinda com a nação dita do Batuque do Rio Grande do Sul.